# エル・ビラル・トゥーレ
エル・ビラル・トゥーレ（El Bilal Touré、2001年10月3日 - ）は、コートジボワール・アジャメ出身のサッカー選手。セリエA・アタランタBC所属。ポジションはFW。マリ代表。

## クラブ経歴

### キャリア初期
2020年1月3日、スタッド・ランスと自身初のプロ契約を結び、2020年2月1日、リーグ・アンのアンジェSCO戦にてプロデビューを果たし、デビュー戦で初ゴールを決めた。

### アルメリア
フランスでの2年半の間に69試合に出場して9ゴールと5アシストを記録すると、2022年9月1日、プリメーラ・ディビシオンに昇格したUDアルメリアに加入し、6年契約を交わした。
2023年2月26日、チームは19位と降格圏に沈む中、リーグ戦7連勝中で首位を独走していたFCバルセロナと対戦。前半にこの試合唯一の得点を挙げてチームを降格圏から抜け出す勝利に貢献した。なお、アルメリアがバルセロナに勝利したのはこれが史上初であった。

### アタランタ
2023年7月29日、セリエAのアタランタBCに移籍した。クラブは移籍金については述べていないものの、複数メディアではエヴァートンをはじめとするプレミアリーグのクラブチームに対抗するため、アタランタは同クラブ史上最高額の3,000万€での移籍である報じられた。

## 代表経歴
2020年10月9日、ガーナ代表との親善試合にてマリ代表デビューを飾った。

## 個人成績

### クラブでの成績
2023年7月29日現在
| クラブ             | シーズン       | リーグ戦            | リーグ戦 | リーグ戦 | カップ戦 | カップ戦 | 国際大会 | 国際大会 | その他 | その他 | 通算 | 通算 |
| クラブ             | シーズン       | ディビジョン        | 出場     | 得点     | 出場     | 得点     | 出場     | 得点     | 出場   | 得点   | 出場 | 得点 |
| ------------------ | -------------- | ------------------- | -------- | -------- | -------- | -------- | -------- | -------- | ------ | ------ | ---- | ---- |
| スタッド・ランスII | 2019-20        | フランス全国選手権2 | 2        | 2        | —        | —        | —        | —        | —      | —      | 2    | 2    |
| スタッド・ランス   | 2019-20        | リーグ・アン        | 7        | 3        | 0        | 0        | —        | —        | —      | —      | 7    | 3    |
| スタッド・ランス   | 2020-21        | リーグ・アン        | 33       | 4        | 1        | 0        | 2        | 0        | —      | —      | 36   | 4    |
| スタッド・ランス   | 2021-22        | リーグ・アン        | 21       | 2        | 1        | 0        | —        | —        | —      | —      | 22   | 2    |
| スタッド・ランス   | 2022-23        | リーグ・アン        | 3        | 0        | —        | —        | —        | —        | —      | —      | 3    | 0    |
| スタッド・ランス   | 通算           | 通算                | 64       | 9        | 2        | 0        | 2        | 0        | —      | —      | 68   | 9    |
| アルメリア         | 2022-23        | ラ・リーガ          | 21       | 7        | 1        | 0        | —        | —        | —      | —      | 22   | 7    |
| キャリア総通算     | キャリア総通算 | キャリア総通算      | 86       | 18       | 3        | 0        | 2        | 0        | 0      | 0      | 92   | 18   |

1. ↑  UEFAヨーロッパリーグ

### 代表での成績
出場
2023年7月29日現在
| マリ代表 | 国際Aマッチ | 国際Aマッチ |
| 年       | 出場        | 得点        |
| -------- | ----------- | ----------- |
| 2020     | 3           | 2           |
| 2021     | 6           | 0           |
| 2022     | 6           | 3           |
| 通算     | 15          | 5           |

得点
| # | 日時           | 開催都市 | 対戦相手国   | スコア | 結果 | 試合概要                             |
| - | -------------- | -------- | ------------ | ------ | ---- | ------------------------------------ |
| 1 | 2020年10月9日  | シデ     | ガーナ       | 2–0    | 3–0  | 親善試合                             |
| 2 | 2020年11月13日 | バマコ   | ナミビア     | 1–0    | 1–0  | アフリカネイションズカップ2021・予選 |
| 3 | 2022年6月4日   | バマコ   | コンゴ共和国 | 2–0    | 4–0  | アフリカネイションズカップ2023・予選 |
| 4 | 2022年6月4日   | バマコ   | コンゴ共和国 | 3–0    | 4–0  | アフリカネイションズカップ2023・予選 |
| 5 | 2022年9月23日  | バマコ   | ザンビア     | 1–0    | 1–0  | 親善試合                             |

## タイトル
U-20マリ代表
- アフリカ U-20ネイションズカップ : 2019年